# Château de Montmoirat
Le château de Montmoirat est un édifice situé à Autrac, en France.

## Localisation
Le château est situé sur le territoire de la commune d'Autrac, dans le département  de la Haute-Loire, en région Auvergne-Rhône-Alpes.

## Description
Le site de Montmoirat existe au XIIIe siècle. Le début de la construction du château actuel remonte à 1635. Le domaine est constitué d'une ancienne maison forte entourée de ses dépendances disposées autour d'une cour non close. Du côté nord, deux bâtiments accolés, à fonction de grange et d'étable. Du côté est, une bergerie accolée à une maison d'habitation. Ce château forme un ensemble intéressant d'architecture rurale du 17e siècle.

## Historique
Le château est inscrit au titre des monuments historiques par arrêté du 30 septembre 1991.

## Protection
Éléments protégés : le château, avec ses dépendances, la grange-étable, la bergerie et les bâtiments de communs.